# Cabrero (Espagne)
Pour les articles homonymes, voir Cabrero.
Cabrero est une commune de la province de Cáceres dans la communauté autonome d'Estrémadure en Espagne.